# فيليبا كولون دي توليدو (دوقة فيراغوا الثالثة)
فيليبا كولون دي توليدو (عقد 1550 - 25 نوفمبر 1577) كانت الابنة الثانية وريثة لويس كولون دي توليدو دوق فيراغوا الثاني ولوس فيغا، وزوجته الأولى ماريا دي موسكويرا باسامونتي. كانت الحفيدة الأكبر للمستكشف الشهير كريستوفر كولومبوس.